# Bec del Pio Merlo
Il Bec del Pio Merlo (in francese e ufficialmente, Bec du Pio Merlo) è un pinnacolo roccioso di 2620 m s.l.m. delle Alpi Pennine. Si trova sopra Breuil-Cervinia, in Valle d'Aosta.

## Accesso
Lo si può raggiungere partendo da Cieloalto (frazione poco sopra Cervinia) in poco meno di 2h. La croce è sotto la vetta, dentino roccioso dall'accesso alpinistico.